# Neocercophana canenilla
Neocercophana canenilla är en fjärilsart som beskrevs av Voelschow. 1902. Neocercophana canenilla ingår i släktet Neocercophana och familjen påfågelsspinnare. Inga underarter finns listade i Catalogue of Life.